# Askern
Askern är en ort och civil parish i grevskapet South Yorkshire i England. Orten ligger i distriktet Doncaster, cirka 11 kilometer norr om Doncaster. Tätorten (built-up area) hade 5 570 invånare vid folkräkningen år 2011.